# Kazimierz Lorys
Kazimierz Lorys ps. „Zawała” (ur. 8 sierpnia 1921 w Lednicy Dolnej, zm. 20 lutego 2006) – inżynier górnik, podczas II wojny światowej żołnierz Armii Krajowej, kawaler Orderu Virtuti Militari.

## Życiorys
Kazimierz Lorys był piątym z sześciorga dzieci Jana, krakowskiego kolejarza oraz Marii z Małotów, mieszkających we wsi Lednica Dolna (od 1926 roku część Wieliczki). Przed wybuchem II wojny światowej rozpoczął naukę w Liceum Telekomunikacyjnym Państwowej Szkoły Przemysłowej w Krakowie, które ukończył już w warunkach okupacyjnych, w 1941 roku. Pracował na poczcie w Krakowie, zaś od maja 1942 roku w warsztacie elektrycznym Żupy Solnej w Wieliczce.
Został zaprzysiężony jako członek Związku Walki Zbrojnej a następnie Armii Krajowej, pod pseudonimem „Zawała”. Działał w oddziale krakowskiego Kedywu, operującym w rejonie na wschód od Krakowa. Brał udział między innymi w nieudanym zamachu na pociąg wiozący Hansa Franka, w nocy z 29 na 30 stycznia 1944 roku pod Grodkowicami. W 1944 roku ukończył szkołę podchorążych. Od sierpnia tegoż roku, jako żołnierz Samodzielnego Batalionu Partyzanckiego „Skała”, uczestniczył w szeregu starć w ramach akcji „Burza”. 6 grudnia 1944 roku został poważnie ranny podczas akcji likwidacji dowódcy Schutzpunktu w Dalewicach, do końca wojny ukrywał się.
W 1946 roku rozpoczął studia na Akademii Górniczo-Hutniczej w Krakowie. Ukończył je z dyplomem inżyniera elektryka górniczego w 1955 roku. Do przejścia na emeryturę w 1979 roku pracował w Biurze Projektów Górniczych w Krakowie. W 1949 roku ożenił się z Ireną Sokołowską, byłą łączniczką i sanitariuszką AK. Był aktywnym członkiem środowiska krakowskiego Kedywu i Klubu Przyjaciół Wieliczki. Był odznaczony Krzyżem Srebrnym Orderu Virtuti Militari, krzyżami Kawalerskim i Oficerskim Orderu Odrodzenia Polski, Krzyżem Walecznych, Srebrnym Krzyżem Zasługi z Mieczami, Srebrnym Krzyżem Zasługi, Krzyżem Partyzanckim, Medalem Zwycięstwa i Wolności 1945 oraz Odznaką za Rany. Zmarł 20 lutego 2006 roku i został pochowany na cmentarzu Rakowickim.
Jego starszy brat Jan Józef Lorys był żołnierzem 1 Samodzielnej Brygady Spadochronowej, a po wojnie działaczem emigracyjnym w Wielkiej Brytanii.